# Narrenzunft Honolulu
Die Narrenzunft Honolulu ist die älteste Fasnachtszunft in der Schweizer Stadt Solothurn. Aufgabe der Zunft ist die Bewahrung der Tradition und die Ausrichtung der Solothurner Fasnacht. Die erste urkundliche Erwähnung der Narrenzunft Honolulu geht auf das Jahr 1853 zurück.

## Geschichte
Die Wurzeln der Solothurner Fasnacht, das traditionelle närrische Treiben in der Woche vor dem Aschermittwoch, reichen nachweisbar bis ins 14. Jahrhundert. Im Spätmittelalter wurden vor allem Fasnachtsspiele aufgeführt. Das heute noch gepflegte Maskenlaufen kam erst im 16. Jahrhundert auf. Der erste dokumentierte Umzug (Korso) mit 22 Gruppen fand 1754 unter dem Motto Hundertjähriger Kalender statt.
Die grosse Zeit der neueren Solothurner Fasnacht begann 1853 mit der Gründung der Faschingsgesellschaft Honolulu, die sich seit 1862 bodenständiger Narrenzunft Honolulu nennt. Die aktiven Zunftmitglieder eröffnen jeweils am 13. Jänner mit ihrer Generalversammlung die offizielle Fasnacht. Sie setzen symbolisch den Stadtpräsidenten ab und der Ober (Zunftmeister) führt von da an bis zum Aschermittwoch das Zepter.
Die Generalversammlung findet seit 1888 im Restaurant Zum alten Stephan statt. Dort und anschliessend auch in weiteren Gaststätten geben die Narren Spottlieder und -verse zum Besten. Begleitet werden sie von der Hilari-Musig. Als Insignien tragen die Zünftler das Narrenzepter, die Narrenglocke, die Narrenlaterne und das blecherne Buch mit sich. Gekleidet sind sie in ein grünes Gewand, das einer früheren Nachtwächteruniform nachempfunden ist.
Die Gründung der Narrenzunft Honolulu gehört zu den fasnächtlichen Erneuerungsbewegungen aus dem Bürgertum, wie sie in der Mitte des 19. Jahrhunderts im gesamten süddeutschen Raum zu beobachten waren. Die Zunft jener Zeit repräsentierte die damaligen politischen Machtverhältnisse: Die Mitglieder stammten alle aus dem gut situierten Bürgertum und standen mehrheitlich dem liberalen Gedankengut nahe.

## Ablauf der Fasnacht
Nach katholischer Liturgie wird die Weihnachtszeit am 6. Januar mit dem Hochfest Epiphanias (Erscheinung des Herrn, volkstüml. Hl. Drei Könige) abgeschlossen. In den deutschsprachigen Ländern ist dies traditionell der Beginn der Fasnachtszeit. Dem Drei-Königs-Fest folgt am 13. Januar der Oktavtag, der gleichzeitig der Gedenktag des Hl. Hilarius von Poitiers ist. Weil hilaris auf Lateinisch fröhlich, heiter heisst, befanden die Solothurner, der 13. Januar eigne sich treffender für den Fasnachtsbeginn als der 6. Januar.
Die 1883 von der Narrenzunft Honolulu erstmals organisierte Chesslete bildet am Schmutzigen Donnerstag den Auftakt zur eigentlichen Fasnachtswoche. Seit 1981 findet am gleichen Tag, nach der närrischen Proklamation, der Kinderumzug statt. Dort zeigen sich die Honolulu-Narren in Kostümen, die alte Stadtoriginale wie Hilarius Immergrün (bürgerl. Name Kiefer, Turmwächter zu  St. Ursen), Elisi (seine Tochter), Postheiri (Heinrich Meister, Briefträger), Bassi (ein Kesselflicker), Casanova (Giacomo Girolamo Casanova, verliebte sich in eine Solothurner Patrizergattin) oder Albertini (Gemüsehändlerin) darstellen.
Gesellschaftlicher Treffpunkt ist am Samstag der grosse Fasnachtsball, der seit 1901 von der Narrenzunft Honolulu organisiert wird. Ursprünglich als klassischer Maskenball gestaltet, der nach strengen Regeln ablief, hat sich der Anlass heute zu einem ungezwungenen Kostümfest entwickelt. Seine Hochblüte erlebte der Anlass in den 1920er Jahren, als jeweils über 1000 Personen daran teilnahmen, darunter auch prominente Gäste wie der Kunstmaler Ferdinand Hodler.
Am Sonntag und am Dienstag finden die Umzüge mit über 1200 aktiven Fasnächtlern statt. Beendet wird die Fasnachtswoche am Aschermittwoch mit dem Bööggverbrennen auf dem Marktplatz und der närrischen Abdankung in den Solothurner Beizen.

## Die Zunft
Die Narrenzunft Honolulu besteht aus den Narren (aktive Zünftler), den Ehrennarren (ehemalige aktive Zünftler), den Lulus (Gesellen), den Ehrenlulus (besonders verdiente Gesellen) und den «Mitläufern». Gesamthaft sind es über 70 Personen, die für die vielfältigen Aktivitäten vor und während der Fasnacht verantwortlich zeichnen. Dazu gehören u. a. die Organisation und Durchführung der traditionellen Anlässe (Hilari, Chesslete, Proklamation, Kinderumzug, Kostümball, Böögverbrennen), die Herausgabe der Fasnachtszeitung Postheiri und die Teilnahme mit einem eigenen Wagen an den beiden grossen Umzügen.
Um als Narr aufgenommen zu werden, ist ein einstimmiger Beschluss der Zunftsitzung (Versammlung der aktiven Zünftler) notwendig. Der Weg dazu führt vielfach über den Gesellenstatus. Diesen erlangt, wer während fünf Jahren regelmässig an den Zunftanlässen teilnimmt und in einem der Ressorts mitarbeitet. Angeführt wird die Zunft vom Ober (Zunftmeister). Der Ober hat weitreichende Kompetenzen. So kann er zum Beispiel allein und abschliessend die Aufgaben- und Ressortzuteilung vornehmen. Er bleibt in der Regel 4 Jahre im Amt und bestimmt seinen Nachfolger selber.

## Herkunft des Namens
Weil während der Fasnacht die Welt Kopf steht, wird die Stadt Solothurn in der närrischen Zeit Honolulu genannt. Das im Pazifik gelegene Honolulu gilt dabei als exotische Antipode von Solothurn.
Eingeführt hat den Begriff Honolulu die Redaktion der von 1845 bis 1875 in Solothurn herausgegebenen humoristischen Zeitschrift Der Postheiri – womöglich der Herausgeber Alfred Hartmann selbst. Dort stand von Anfang an Honolulu für «Solothurn», Honolulesen für «Solothurner» und honolulisch für «solothurnisch»; 1854 wurde diese Terminologie durch Honolulistan und 1870 Honolulesien für den «Kanton Solothurn» ergänzt. Die (damals «Sandwichinseln» genannten) Hawaii-Inseln und deren Hauptstadt Honolulu waren in den 1840er-Jahren in Europa breiter bekannt geworden, da damals einerseits die Vereinigten Staaten, Grossbritannien und Frankreich um Einfluss auf den Inseln rangen und anderseits das Königreich Hawai’i für seine Selbständigkeit stritt. Honolulu für «Solothurn» dürfte, wie bei anderen Verballhornungen von Ortsnamen im Postheiri, klangassoziativ begründet sein.